# Thomsonova gazela
Thomsonova gazela (znanstveno ime Eudorcas thomsonii) je ena najbolj znanih gazel. Poimenovana je po raziskovalcu Josephu Thomsonu in se včasih imenuje "tommie" Nekateri menijo, da je podvrsta rdečečela gazela (Eudorcas rufifrons) in je prej veljala za člana rodu Gazella znotraj podroda Eudorcas, preden je bil Eudorcas povišan v status rodu. Thomsonove gazele je v Afriki mogoče najti v številu, ki presega 200.000 in so priznane kot najpogostejša vrsta gazel v Vzhodni Afriki. Thomsonova gazela lahko doseže hitrost 80–90 km/h. Je četrta najhitrejša kopenska žival, takoj za gepardom (njenim glavnim plenilcem), vilorogom (Antilocapra americana) in skokonogo gazelo.

## Taksonomija in etimologija
Trenutno znanstveno ime Thomsonove gazele je Eudorcas thomsonii. Je član rodu Eudorcas in je uvrščen v družino Bovidae. Thomsonovo gazelo je prvi opisal britanski zoolog Albert Günther leta 1884. Razmerja med Thomsonovo gazelo in sorodno gazelo Mongalla (E. albonotata) ostajajo sporna; medtem ko nekateri avtorji, kot je Alan W. Gentry iz (Naravoslovnega muzeja, London), menijo, da je gazela Mongalla podvrsta Thomsonove gazele, drugi (kot je Colin Groves) menijo, da je gazela Mongalla svoja vrsta. Zoolog Jonathan Kingdon je Heuglinovo gazelo, ki se včasih šteje za vrsto Eudorcas (E. tilonura) ali podvrsto rdečečele gazele (E. r. tilonura), obravnaval kot podvrsto Thomsonove gazele. Thomsonova gazela je dobila ime po škotskem raziskovalcu Josephu Thomsonu; prva zabeležena uporaba imena sega v leto 1897. Drugo domače ime za gazelo je "tommy".
|  | Gazela                                  |
|  |                                         |
|  | Indijska antilopa (Antilope cervicapra) |
|  |                                         |

|  | Rdečečela gazela (Eudorcas rufifrons) |
|  |                                       |
|  | Thomsonova gazela (E. thomsonii)      |
|  |                                       |

|  | \| \| Soemmerringova gazela (Nanger soemmerringii) \| \| \| \| \| \| Grantova gazela (N. granti) \| \| \| \| |
|  | |
|  | Dama gazela (N. dama)                                                                                        |
|  | |
|  | Soemmerringova gazela (Nanger soemmerringii)                                                                 |
|  | |
|  | Grantova gazela (N. granti)                                                                                  |
|  | |

|  | Soemmerringova gazela (Nanger soemmerringii) |
|  |                                              |
|  | Grantova gazela (N. granti)                  |
|  |                                              |

|  | Rdečečela gazela (Eudorcas rufifrons) |
|  |                                       |
|  | Thomsonova gazela (E. thomsonii)      |
|  |                                       |

|  | \| \| Soemmerringova gazela (Nanger soemmerringii) \| \| \| \| \| \| Grantova gazela (N. granti) \| \| \| \| |
|  | |
|  | Dama gazela (N. dama)                                                                                        |
|  | |
|  | Soemmerringova gazela (Nanger soemmerringii)                                                                 |
|  | |
|  | Grantova gazela (N. granti)                                                                                  |
|  | |

|  | Soemmerringova gazela (Nanger soemmerringii) |
|  |                                              |
|  | Grantova gazela (N. granti)                  |
|  |                                              |

|  | Gazela                                  |
|  |                                         |
|  | Indijska antilopa (Antilope cervicapra) |
|  |                                         |

|  | Rdečečela gazela (Eudorcas rufifrons) |
|  |                                       |
|  | Thomsonova gazela (E. thomsonii)      |
|  |                                       |

|  | \| \| Soemmerringova gazela (Nanger soemmerringii) \| \| \| \| \| \| Grantova gazela (N. granti) \| \| \| \| |
|  | |
|  | Dama gazela (N. dama)                                                                                        |
|  | |
|  | Soemmerringova gazela (Nanger soemmerringii)                                                                 |
|  | |
|  | Grantova gazela (N. granti)                                                                                  |
|  | |

|  | Soemmerringova gazela (Nanger soemmerringii) |
|  |                                              |
|  | Grantova gazela (N. granti)                  |
|  |                                              |

|  | Rdečečela gazela (Eudorcas rufifrons) |
|  |                                       |
|  | Thomsonova gazela (E. thomsonii)      |
|  |                                       |

|  | \| \| Soemmerringova gazela (Nanger soemmerringii) \| \| \| \| \| \| Grantova gazela (N. granti) \| \| \| \| |
|  | |
|  | Dama gazela (N. dama)                                                                                        |
|  | |
|  | Soemmerringova gazela (Nanger soemmerringii)                                                                 |
|  | |
|  | Grantova gazela (N. granti)                                                                                  |
|  | |

|  | Soemmerringova gazela (Nanger soemmerringii) |
|  |                                              |
|  | Grantova gazela (N. granti)                  |
|  |                                              |

|  | Gerenuk (Litocranius walleri)             |
|  |                                           |
|  | Skokonoga gazela (Antidorcas marsupialis) |
|  |                                           |

|  | Gazela                                  |
|  |                                         |
|  | Indijska antilopa (Antilope cervicapra) |
|  |                                         |

|  | Rdečečela gazela (Eudorcas rufifrons) |
|  |                                       |
|  | Thomsonova gazela (E. thomsonii)      |
|  |                                       |

|  | \| \| Soemmerringova gazela (Nanger soemmerringii) \| \| \| \| \| \| Grantova gazela (N. granti) \| \| \| \| |
|  | |
|  | Dama gazela (N. dama)                                                                                        |
|  | |
|  | Soemmerringova gazela (Nanger soemmerringii)                                                                 |
|  | |
|  | Grantova gazela (N. granti)                                                                                  |
|  | |

|  | Soemmerringova gazela (Nanger soemmerringii) |
|  |                                              |
|  | Grantova gazela (N. granti)                  |
|  |                                              |

|  | Rdečečela gazela (Eudorcas rufifrons) |
|  |                                       |
|  | Thomsonova gazela (E. thomsonii)      |
|  |                                       |

|  | \| \| Soemmerringova gazela (Nanger soemmerringii) \| \| \| \| \| \| Grantova gazela (N. granti) \| \| \| \| |
|  | |
|  | Dama gazela (N. dama)                                                                                        |
|  | |
|  | Soemmerringova gazela (Nanger soemmerringii)                                                                 |
|  | |
|  | Grantova gazela (N. granti)                                                                                  |
|  | |

|  | Soemmerringova gazela (Nanger soemmerringii) |
|  |                                              |
|  | Grantova gazela (N. granti)                  |
|  |                                              |

|  | Gazela                                  |
|  |                                         |
|  | Indijska antilopa (Antilope cervicapra) |
|  |                                         |

|  | Rdečečela gazela (Eudorcas rufifrons) |
|  |                                       |
|  | Thomsonova gazela (E. thomsonii)      |
|  |                                       |

|  | \| \| Soemmerringova gazela (Nanger soemmerringii) \| \| \| \| \| \| Grantova gazela (N. granti) \| \| \| \| |
|  | |
|  | Dama gazela (N. dama)                                                                                        |
|  | |
|  | Soemmerringova gazela (Nanger soemmerringii)                                                                 |
|  | |
|  | Grantova gazela (N. granti)                                                                                  |
|  | |

|  | Soemmerringova gazela (Nanger soemmerringii) |
|  |                                              |
|  | Grantova gazela (N. granti)                  |
|  |                                              |

|  | Rdečečela gazela (Eudorcas rufifrons) |
|  |                                       |
|  | Thomsonova gazela (E. thomsonii)      |
|  |                                       |

|  | \| \| Soemmerringova gazela (Nanger soemmerringii) \| \| \| \| \| \| Grantova gazela (N. granti) \| \| \| \| |
|  | |
|  | Dama gazela (N. dama)                                                                                        |
|  | |
|  | Soemmerringova gazela (Nanger soemmerringii)                                                                 |
|  | |
|  | Grantova gazela (N. granti)                                                                                  |
|  | |

|  | Soemmerringova gazela (Nanger soemmerringii) |
|  |                                              |
|  | Grantova gazela (N. granti)                  |
|  |                                              |

|  | Gerenuk (Litocranius walleri)             |
|  |                                           |
|  | Skokonoga gazela (Antidorcas marsupialis) |
|  |                                           |

Antilope, Eudorcas, Gazella in Nanger tvorijo klad znotraj svojega plemena Antilopini. Filogenetska analiza iz leta 1999 je pokazala, da je Antilopa najbližja sestrska taksona Gazeli, čeprav je najstarejša filogenija, predlagana leta 1976, Antilope postavila kot sestro Nanger. V novejši reviziji filogenije Antilopini na podlagi jedrnih in mitohondrijskih podatkov leta 2013 so Eva Verena Bärmann (z univerze v Cambridgeu) in sodelavci sestavili kladogram, ki je jasno prikazal tesno povezavo med Nanger in Eudorcas. Ugotovljeno je bilo, da imata Antilopa in Gazella podoben odnos.
Identificirani sta dve podvrsti:
- E. t. nasalis (Lönnberg, 1908) – Thomsonova gazela Serengetija sega od Serengetija do Kenijske riftne doline.
- E. t. thomsonii (Günther, 1884) – vzhodna Thomsonova gazela sega od vzhodno od riftne doline v Keniji in Tanzaniji, proti jugu do okrožja Aruša (Tanzanija) in nato proti jugozahodu do jezera Eyasi, reke Wembere in Shinyanga.

## Opis
Thomsonova gazela je razmeroma majhna; na rami je 60–70 cm. Samci tehtajo 20–35 kg, medtem ko nekoliko lažje samice tehtajo 15–25 kg. Značilnosti obraza gazele so beli kolobarji okoli oči, črne črte, ki potekajo od kotičkov očesa do nosu, rjave črte, ki potekajo od rogov do nosu, temna lisa na nosu in svetlo čelo. 
Dlaka je peščeno rjava do rjava; črn pas poteka po bokih, od zgornje sprednje noge do tik nad zgornjo zadnjo nogo. Nad črno črto se pojavi rumenorjav trak. Kratke, črne proge označujejo belo zadnjico. Črni rep meri 15–27 cm. Samci imajo v bližini oči dobro razvite predorbitalne žleze, ki se uporabljajo za označevanje območij z vonjem. Oba spola imata rogove, ki so rahlo ukrivljeni nazaj, konice pa so obrnjene naprej. Rogovi, močno obročkani, merijo 25–43 cm pri samcih in 7–15 cm pri samicah. Vendar imajo samice bolj krhke rogove; nekatere so celo brez rogov. Grantova gazela je zelo podobna Thomsonovi gazeli, vendar jo je mogoče razlikovati po večji velikosti in beli lisi na zadnjici, ki sega vrh nad repom.
Obe podvrsti se razlikujeta po videzu. Vzhodna Thomsonova gazela je večja od obeh, s šibkejšimi oznakami na obrazu. Thomsonova gazela Serengetija ima bolj beli obraz z bolj opaznimi oznakami. Rogovi samic so pri v večji meri krajši kot pri samcih, pri vzhodni Thomsonovi gazeli pa so rogovi bolj različni.

## Ekologija
Thomsonova gazela živi v vzhodnoafriških savanah in travniških habitatih, zlasti v regiji Serengeti v Keniji in Tanzaniji. Ima ozek habitat, raje ima kratka travnika s suhimi, trdnimi temelji. Vendar pa se seli na travnike z visoko travo in goste gozdove. Gazele so mešane prehranjevalke. V mokrih letnih časih jedo predvsem svežo travo, v sušnem obdobju pa več brskajo, predvsem listje z grmovnic lesnatih rastlin in zelnatih rastlin. 
Thomsonove gazele so odvisne od kratke trave. Njihovo število je lahko močno koncentrirano na začetku dežja, ko trava hitro raste. V Serengetiju sledijo večjim rastlinojedim živalim, kot so navadne zebre in črnorepi gnuji, ko kosijo višje trave. V divjini lahko Thomsonove gazele živijo 10–15 let. Njihovi glavni plenilci so gepardi, ki lahko dosežejo višje hitrosti, vendar jih gazele lahko premagajo v dolgih lovih in so sposobne hitreje zavijati. Ta majhna gazela antilopa lahko teče izjemno hitro, od 80 km/h, do 96 km/h in cikcak, posebnost, ki jo pogosto reši pred plenilci. Včasih jih jedo tudi leopardi, levi in hijene. Lahko so tudi plen nilskih krokodilov in afriških skalnih pitonov (Python sebae), njihovi mladiči pa so včasih plen orlov, afriških hijenskih psov, šakalov in pavijanov. Opazno vedenje Thomsonovih gazel je njihov omejevalni skok, znan kot stoting ali pronking, ki se uporablja za prestrašitev plenilcev in prikazovanje moči.

## Vedenje
V vlažni sezoni, v času, ko je trave veliko, se odrasli samci gazele na veliko pasejo. Bolj se širijo in vzpostavljajo paritvena ozemlja. Mlajši samci običajno preživijo svoj čas v samskih skupinah in jim je onemogočen vstop na ozemlja. Samice tvorijo selitvene skupine, ki vstopajo na ozemlje samcev, večinoma na tiste z najkakovostnejšimi viri. Ko skupine samic prehajajo skozi in se hranijo, jih teritorialni samci lahko poskušajo pasti in običajno uspejo preprečiti, da bi posamezne samice zapustile, ne pa cele skupine. Pododrasli samci običajno vzpostavijo prevlado z dejanskim bojem, medtem ko odrasli pogosteje izvajajo obrede. Če bi samec šel skozi regijo teritorialnega samca, bo ta pregnal vsiljivca iz svojega ozemlja.
Pri patruljiranju svojega ozemlja lahko samec s svojimi rogovi zabada travo, zemljo ali grm. Tudi samci označujejo stebla trave s svojimi predorbitalnimi žlezami, ki oddajajo temen izloček. Ozemlja različnih samcev si lahko delijo mejo. Ko se teritorialni samci srečajo na meji svojih ozemelj, se zapletejo v lažne spopade, v katerih hitijo drug proti drugemu, kot da bi se spopadli, vendar se ne dotikajo. Po tem se pasejo v čelnem položaju, nato vzporedno in nato vzvratno ter se med nenehno pašo odmikajo drug od drugega. Ti rituali nimajo zmagovalca, ampak le ohranjajo meje ozemelj. Teritorialni samci običajno ne vstopijo na ozemlje drugega samca. Če samec preganja pobeglo samico, bo preganjanje ustavil, če ta zaide na drugo ozemlje, sosednji samec pa bo nadaljeval lov.

## Razmnoževanje
Samec gazele sledi samici in povoha njen urin, da ugotovi, ali je v estrusu, proces, znan kot Flehmenov odziv. Če je tako, jo še naprej presoja in se vzpenja. Samice zapustijo čredo, da bi po petih do šestih mesecih brejosti skotile mladiče. Kotijo dvakrat letno z enim ali dvema mladičema. Ob rojstvu samica gazele počepne, ko novorojenček pade na tla in pretrga popkovino. Mati nato poliže plodovnico in tkiva. Poleg tega lizanje morda služi tudi za spodbujanje krvnega obtoka mladiča ali za "označevanje", da ga mati prepozna po vonju.
V prvih šestih urah življenja mladiča se ta giblje in počiva pri materi, sčasoma pa preživi več časa stran od matere ali se skrije v travi. Mati ostane v bližini mladiča in se dnevno vrača, da ga doji. Mati in mladič lahko preživita skupaj eno uro, preden maldič odide in se uleže, da počaka na naslednjo dojenje. Matere gazele se lahko družijo z drugimi materami, vendar se mladiči ne zbirajo v "vrtce". Matere branijo svoje mladiče pred šakali in pavijani, ne pa tudi pred večjimi plenilci. Včasih samica lahko odbije samca pavijana tako, da ga z rogovi udari z glavo.
Samice kažejo vrhunce materinske budnosti. Skoraj prenehajo z drugimi dejavnostmi v korist budnosti. Počasi se premikajo v smeri skrivališča mladiča in se pogosto ustavijo, da pregledajo okolje. Več samic se je v naših opazovanjih ukvarjalo z "navideznim" prehranjevalnim vedenjem, pri katerem so spustile glavo na tla, kot da bi se nahranile, preden so jih hitro dvignile nazaj za skeniranje. V enem primeru se je zdelo, da je samica aktivno iskala plenilce tako, da se je povzpela na vrh rahlega hriba, da bi pregledovala položaj, preden se je približala skrivališču svojega mladiča.
Ko se mladič približa starosti dveh mesecev, preživi več časa z mamo in se manj časa  skriva. Sčasoma se neha skrivati. Približno v tem času mladič začne jesti trdno hrano, vendar se še naprej doji. Par se tudi pridruži čredi. Mlade samice gazel se lahko družijo s svojimi materami kot enoletnice. Tudi mladi samci lahko sledijo svojim materam, a ko dosežejo adolescenco, jih teritorialni samci opazijo, zato materam ne morejo slediti na ozemlja. Mati mu lahko sledi in ostane z njim, vendar ga sčasoma neha slediti, ko ga odpeljejo; moški se bo nato pridružil skupini samcev. 

## Fiziološke prilagoditve
V poskusu, ki je preučeval učinke dehidracije in toplotnega stresa na vnos hrane in prebavljivost suhe snovi, je Thomsonova gazela pokazala presnovne prilagoditve za puščavska okolja. Ko je bila izpostavljena samo toplotnemu stresu, ni bila prizadeta niti vnos hrane niti prebava Thomsonove gazele. V primerjavi z nekaterimi drugimi vzhodnoafriškimi vrstami prežvekovalcev, ki so spremenile svoj vnos hrane in prebavo kot odziv na toplotni stres, se zdi, da je Thomsonova gazela razmeroma dobro prilagojena občasnim toplotnim stresom. Vendar je Thomsonova gazela vrsta, ki je odvisna od vode, in ko je bila izpostavljena dehidraciji, se je njen vnos hrane zmanjšal. Vnos hrane je bil dodatno zmanjšan, ko so bile gazele poleg toplotnega stresa izpostavljene tudi dehidraciji. Del tega zmanjšanja je mogoče pripisati zmanjšani presnovi, ki lahko pomaga živalim pri varčevanju z vodo. V drugi študiji, v kateri so Thomsonove gazele in Grantove gazele primerjali pri iskanju hrane in vedenju, da bi se izognile plenilcem, je bilo ugotovljeno, da je Thomsonova gazela med sušo prilagodila svojo prehrano tako, da je pojedla več dreves in grmovnic vrste Acacia namesto neprebavljive posušene trave. Vrste akacije vsebujejo veliko taninov, anti-prehranskih dejavnikov, ki lahko zmanjšajo presnovo. Vendar se zdi, da imajo gazele sposobnost razstrupljanja in presnove nekaterih taninov, zmerne ravni kondenziranih taninov pa so lahko celo koristne za prežvekovalce s povečanjem absorpcije aminokislin v črevesju.

## Status
Ocenjeno število populacije je okoli 550.000. Ta se je od leta 1978 do 2005 zmanjšala za 60 %.[33] Grožnje za Thomsonove gazele so sprememba habitata, upravljanje požarov in razvoj cest. Raziskave so poročale o strmem upadu (60–70 %) v obdobjih približno 20 let od poznih 1970-ih na več mestih, vključno z glavnimi utrdbami vrste: Serengeti, Masai Mara in Ngorongoro. 

## V popularni kulturi
Sklicevanje na Thomsonovo gazelo so bili občasni tekaški gagi v Letečem cirkusu Monty Pythona.
Disneyjev film Zootopia iz leta 2016 prikazuje antropomorfno Thomsonovo gazelo pop zvezdo, ki ji je glas posodila Shakira.
Thomsonova gazela je služila kot navdih za jesensko/zimsko kolekcijo Alexandera McQueena iz leta 1997 It's a Jungle Out There.